# Циклотронная частота
Циклотронная частота (гирочастота, гиромагнитная частота) — частота обращения заряженной частицы в постоянном магнитном поле {\displaystyle \mathbf {H} } в плоскости, перпендикулярной вектору {\displaystyle \mathbf {H} }.

## Циклотронная частота для свободного электрона
Для свободного электрона циклотронная частота (называемая в этом случае также гиромагнитной частотой) находится из условия равенства силы Лоренца и центробежной силы. Для нерелятивистского электрона она равна
{\displaystyle \omega _{c}={\frac {eH}{mc}}} (в системе СГС), где {\displaystyle e} и {\displaystyle m} — заряд и масса электрона; {\displaystyle c} — скорость света в вакууме.
Для релятивистской частицы циклотронная частота становится меньше:
{\displaystyle \omega _{c}^{rel}=\omega _{c}{\sqrt {1-{\frac {v^{2}}{c^{2}}}}}}, где {\displaystyle v} — скорость частицы.
Вращаясь в магнитном поле, частица испускает магнитотормозное излучение на гармониках циклотронной частоты.
Нерелятивистская частица излучает в основном на частоте {\displaystyle \omega _{c}} — это явление называется циклотронным излучением. В квантовой теории циклотронное излучение возникает при переходе электрона между уровнями Ландау.

## Циклотронная частота для носителей заряда в проводнике
В твёрдом теле движение электрона осложнено взаимодействием с кристаллической решёткой. При движении носителя заряда в постоянном магнитном поле его энергия {\displaystyle \varepsilon } и проекция {\displaystyle p_{H}} квазиимпульса {\displaystyle \mathbf {p} } на направление {\displaystyle \mathbf {H} } сохраняются, так что в импульсном пространстве движение происходит по кривой пересечения поверхности Ферми {\displaystyle \varepsilon ({\boldsymbol {p}})=\varepsilon _{F}} с плоскостью {\displaystyle p_{H}} = const. Если эта кривая замкнута, то движение является периодическим и происходит с циклотронной частотой:
{\displaystyle \omega _{c}={\frac {eH}{m_{c}c}}}, где {\displaystyle m_{c}={\frac {1}{2\pi }}{\frac {\partial S}{\partial \varepsilon _{F}}}}— циклотронная масса, {\displaystyle e} — заряд электрона,  {\displaystyle S(\varepsilon ,p_{H})} — площадь сечения поверхности Ферми плоскостью {\displaystyle {p_{H}}=const}, {\displaystyle p_{H}} — проекция волнового вектора электрона на направление магнитного поля, {\displaystyle \varepsilon _{F}} - энергия Ферми. 